# Talamzan (krater)
Talamzan, Madna (ar.: مادنة / تالمزان, tuar.: ⵜⴰⵍⴻⵎⵣⴰⵏ, Talemzan) – krater uderzeniowy położony w prowincji Al-Aghwat w Algierii.
Wiek krateru został oceniony na mniej niż 3 miliony lat, czyli powstał on nie dawniej niż w pliocenie. Został utworzony przez uderzenie małej planetoidy w skały osadowe.